# 美和圳

美和圳為一座位於臺灣臺東縣太麻里鄉的小型灌溉水圳系統，水圳最初在日治時期，日本台灣總督府委託台東拓殖株式會社建設之，戰後由臺灣省政府接收重建，目前由臺東農田水利會知本工作站進行管理與維護。

## 沿革
西元1924年(民國13年)，位於現在美和圳更上游的知本圳已有20年歷史，再加上設施簡陋，且知本溪河床時有變動，取水量不足，以至於當時的灌溉面積僅有60餘公頃。因此日本台灣總督府撥款交由台東開拓株式會社改建，並增建第一美和圳(該圳目前為現今的美和圳)，而原知本圳則改名為第二美和圳。 爾後由於第二美和圳引自知本溪溪水，因次又改回知本圳之名。
戰後國民政府接收臺灣，當時的臺灣省政府撥款台幣186,000元重建美和圳，並於西元1954年(民國54年)01月25日重建完工。
爾後又於1996年(民國85年)，因美和圳設施老舊，當時管理者台東農田水利會撥款進行圳道改善以及增設沉沙池一座。

## 設施

### 進水口
美和圳進水口設於知本溪下游南岸接知本堤防處。

### 沉沙池
美和圳沉沙池建設於1996年(民國85年)長70公尺，寬7公尺。

### 導水路
美和圳於進水口到沉沙池之間有長150公尺之導水路。該導水路之輸水容量1.5C.M.S。

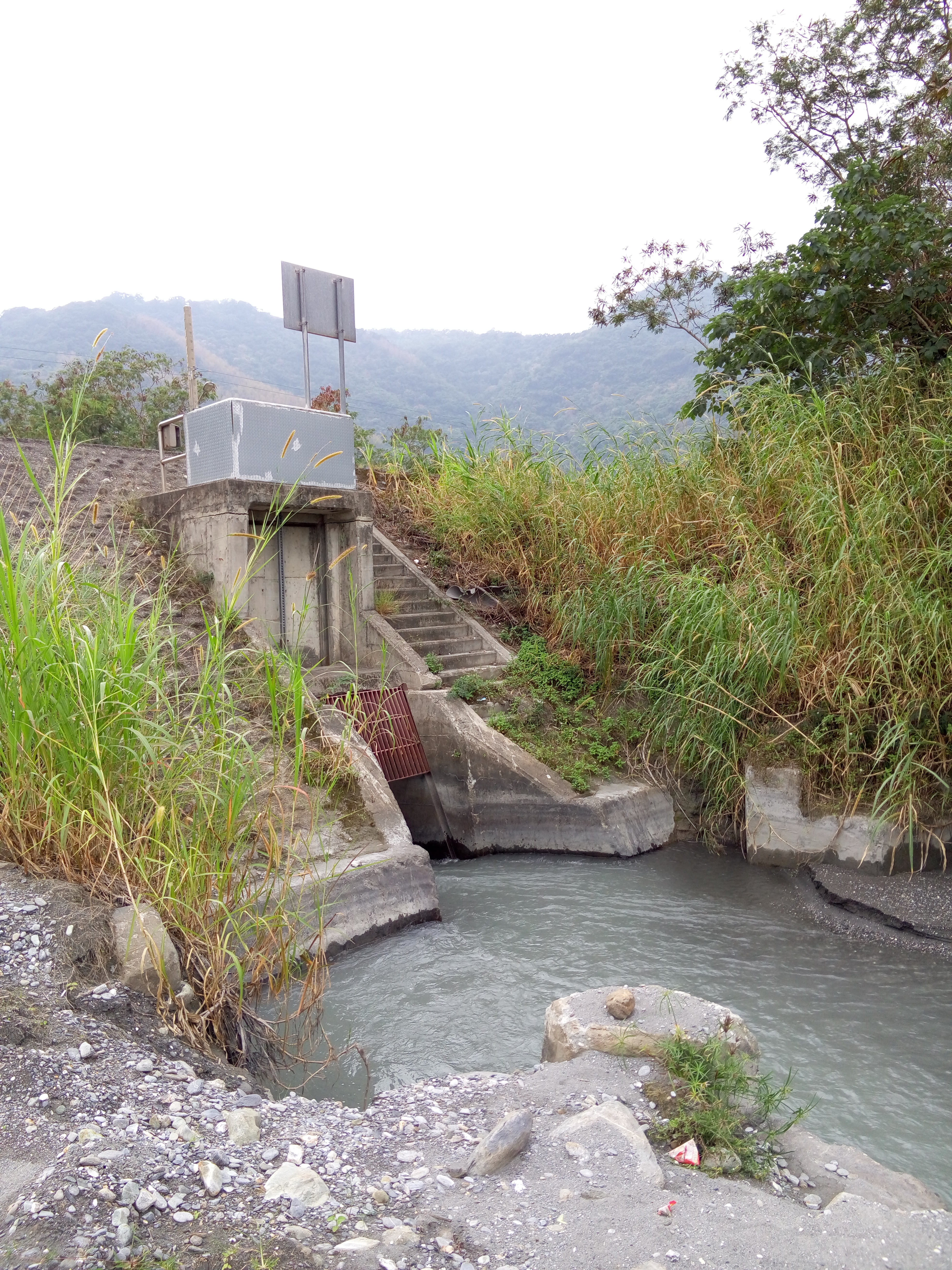
美和圳進水口側面
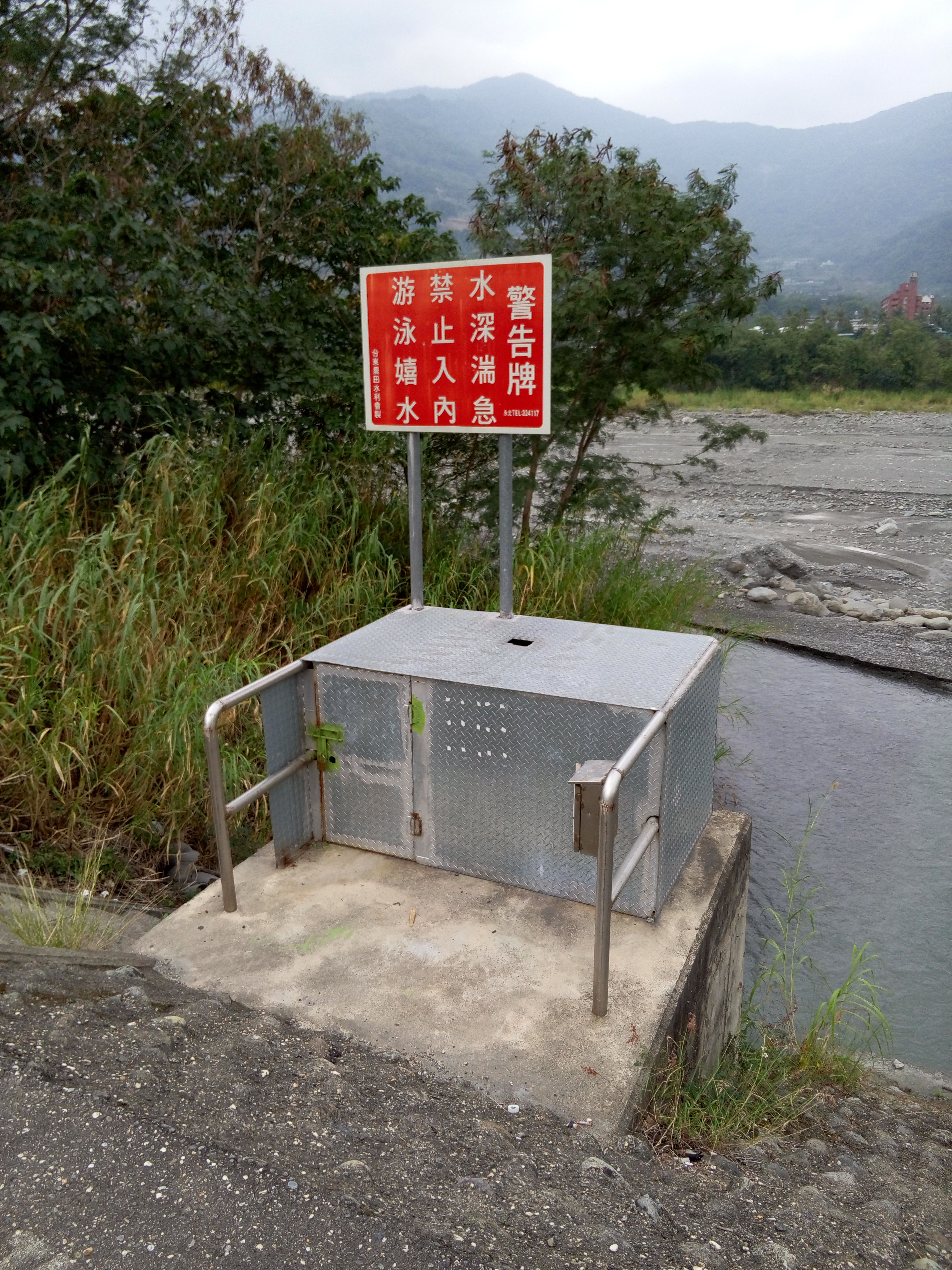
美和圳進水口上方警告告示牌
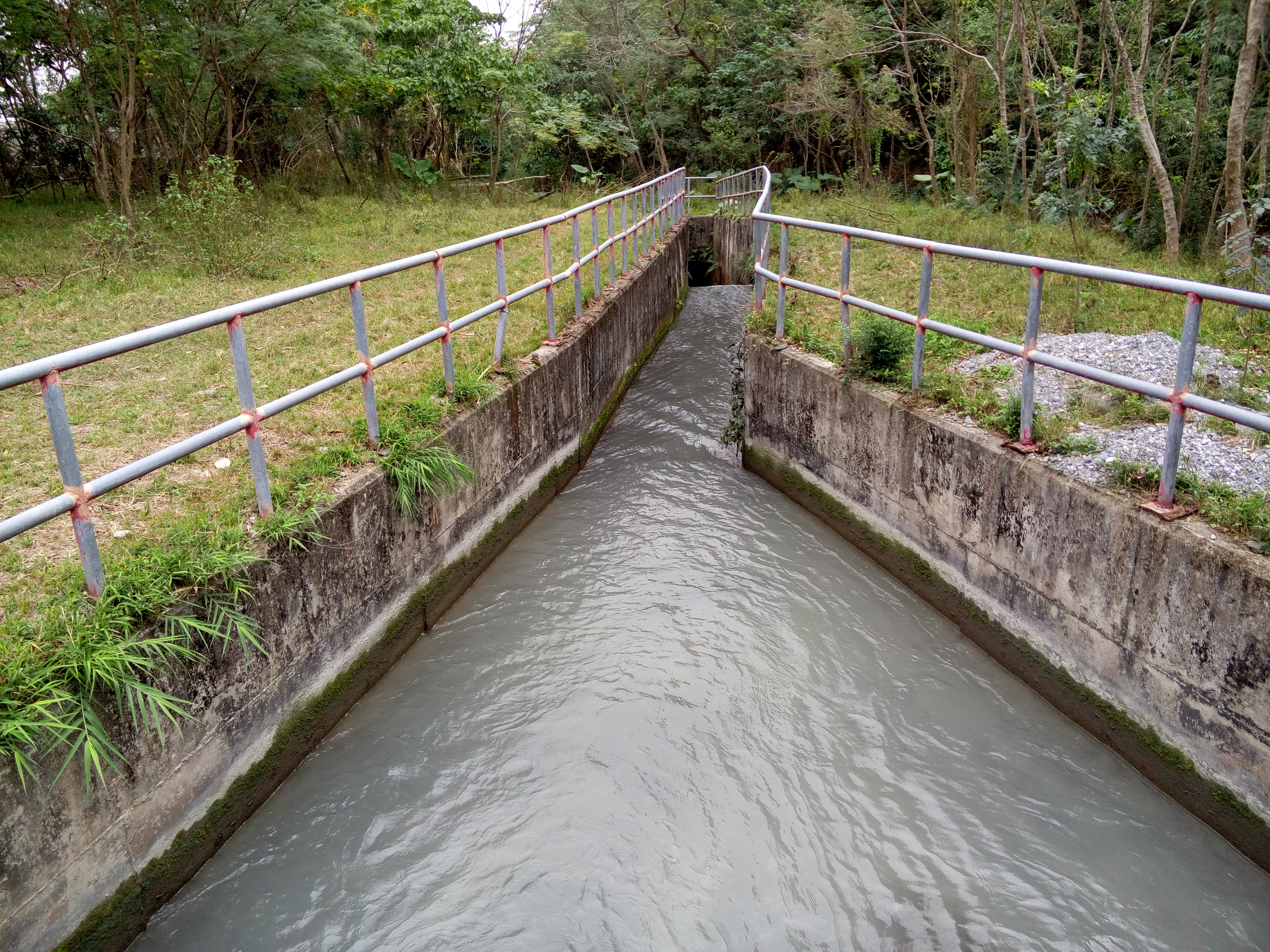
美和圳圳道
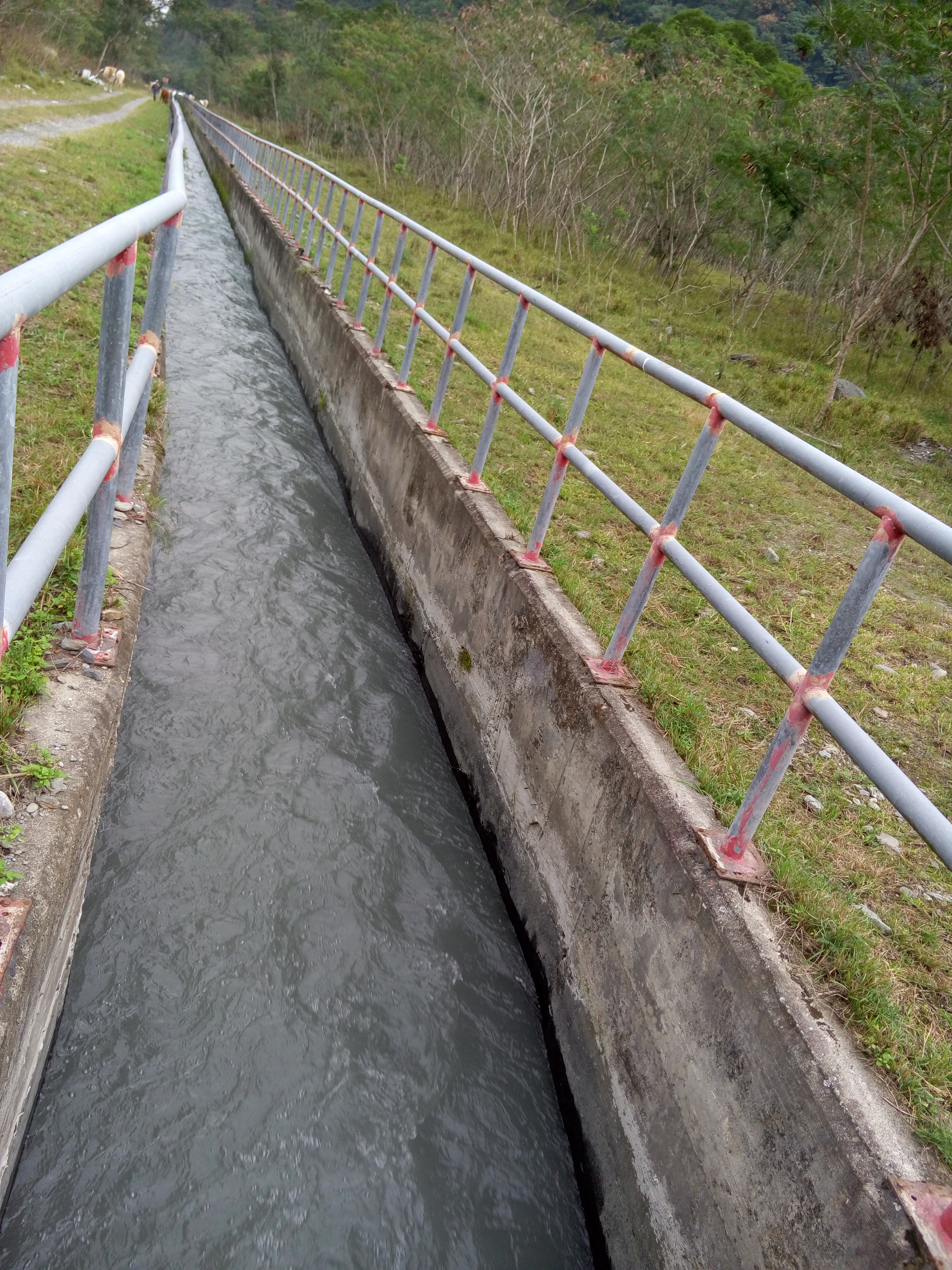
美和圳進水口導水路
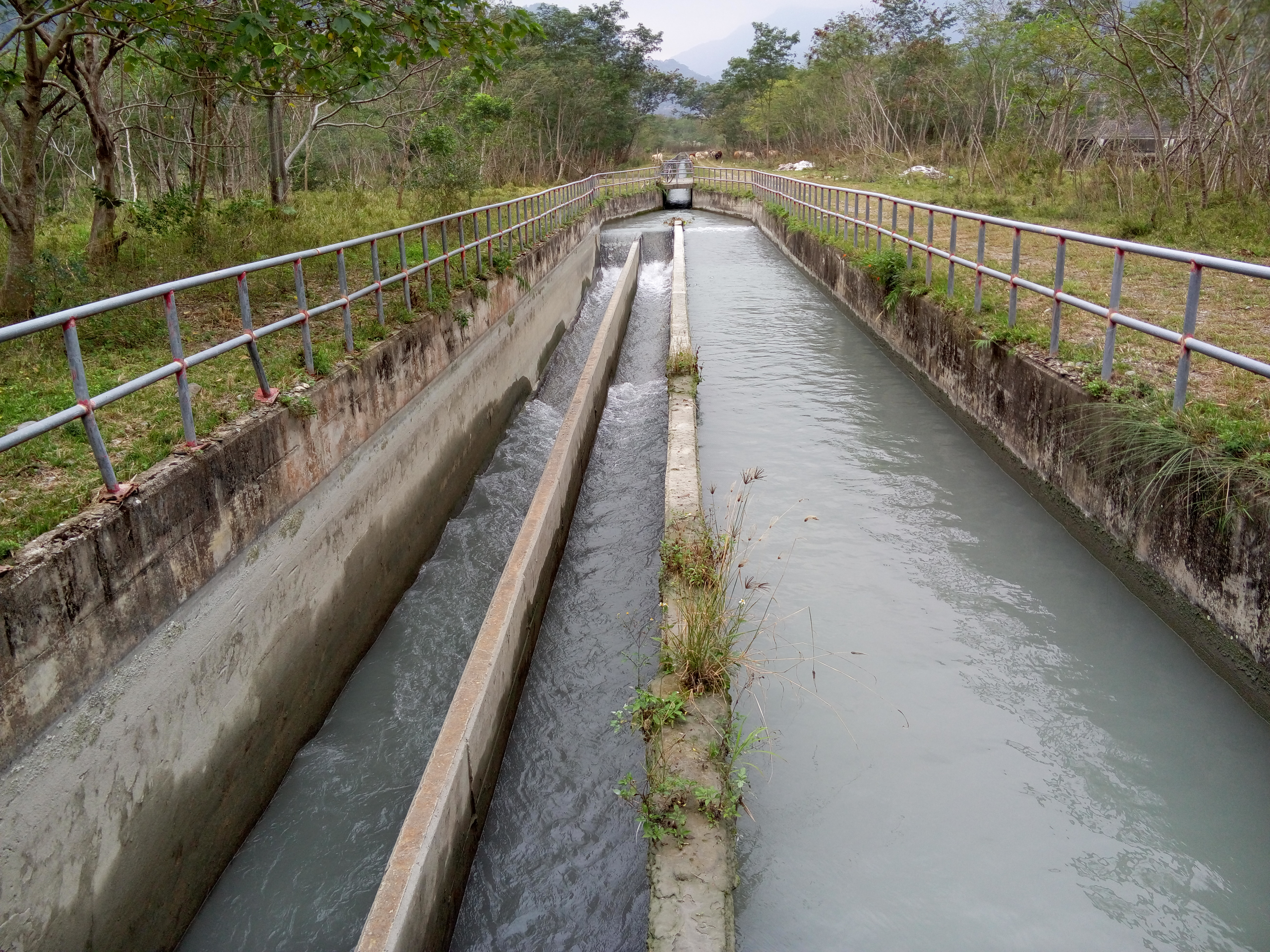
美和圳沉沙池
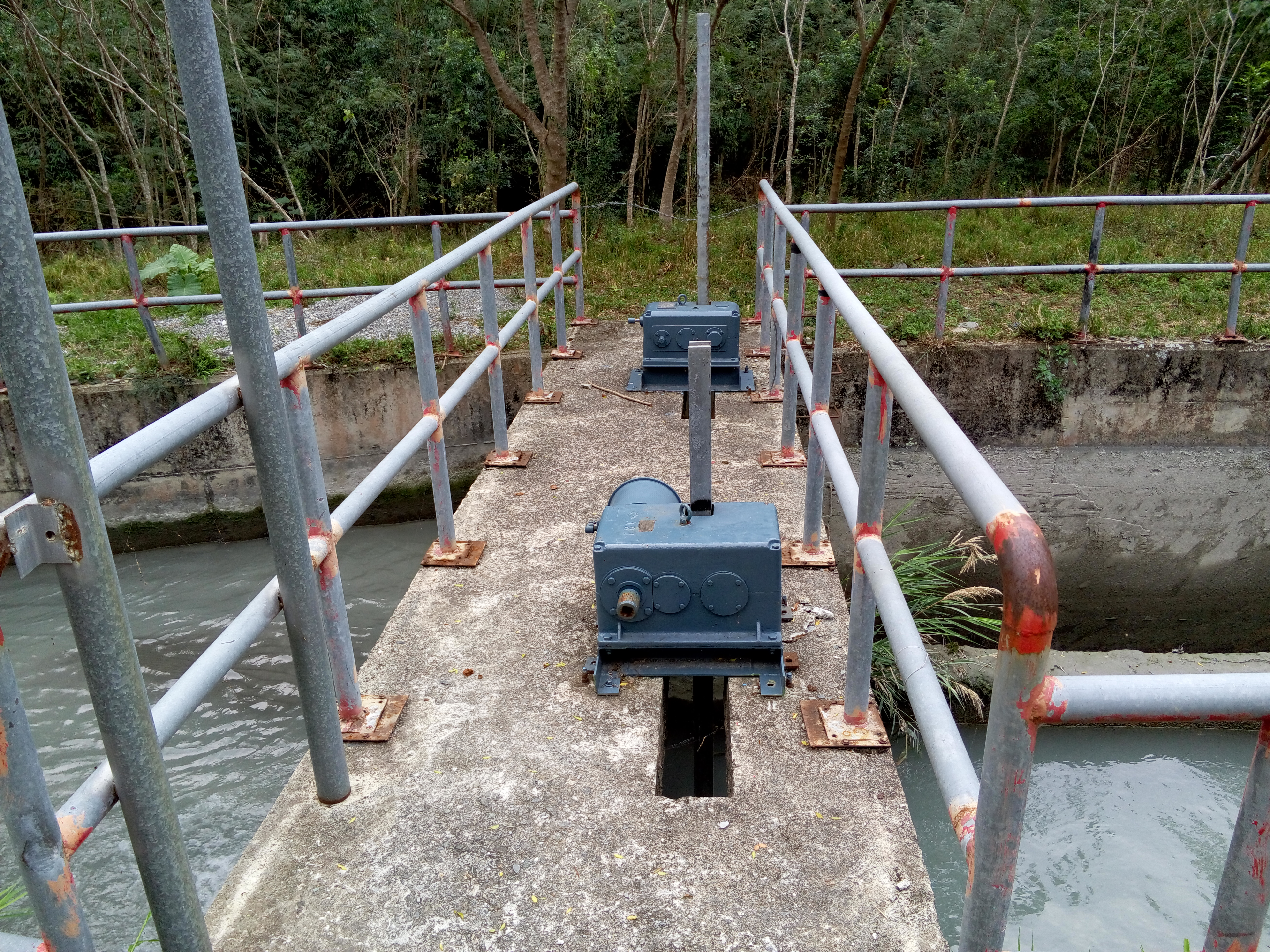
美和圳沉沙池控制閘門

## 改善工程
- 美和圳幹線歷年改善工程[3]

因美和圳早期進水口及圳路設施老舊，且當時無沉砂池之設置，再加上圳路多為乾砌塊石容易生崩塌而導致水流堵塞。且幹線自進水口起流經陡峭山壁，常因崩塌導致幹線阻塞無法通水影響灌溉甚鉅。台東農田水利會有鑑於此，即擬定計畫分年分期予以改善，自1996年(民國85年)起至(2003年)民國92年止，分年編列預算辦理更新。
| 施工年度 | 工程名稱             | 工程內容                                            | 工程金額           |
| -------- | -------------------- | --------------------------------------------------- | ------------------ |
| 85       | 美和圳進水口改善工程 | 沉砂池1座,導水路534M,排砂路96M,U型混凝土內面工1695M | 新台幣13,666,546元 |
| 91       | 美和圳幹支線改善工程 | 混凝土內面工655M,版橋8座,緣石護欄1全                | 新台幣1,951,339元  |
| 92       | 美和圳支分線改善工程 | 混凝土內面工999M,版橋9座                            | 新台幣2,722,000元  |
| 總計     |                      |                                                     | 新台幣18,339,885元 |

- 美和圳進水口颱風豪雨災害搶修工程[5]

美和圳進水口颱風豪雨災害搶修工程於2014年(民國103年)03月25日由台東農田水利會公開進行招標，總工程預算為新台幣4,000,000元。

## 周遭景點
- 知本溫泉
- 勇男橋
- 知本國家森林遊樂區

## 資料來源
1. ↑  .   [2015-01-22]. （原始内容存档于2019-08-21）.
2. ↑  .   [2015-01-22]. （原始内容存档于2015-01-22）.
3. 1 2 3 4 5 6  .   [2015-01-22]. （原始内容存档于2019-08-22）.
4. ↑  .   [2015-01-22]. （原始内容存档于2015-01-22）.
5. ↑  .   [2015-01-22]. （原始内容存档于2015-01-22）.